# Missões diplomáticas da Gâmbia

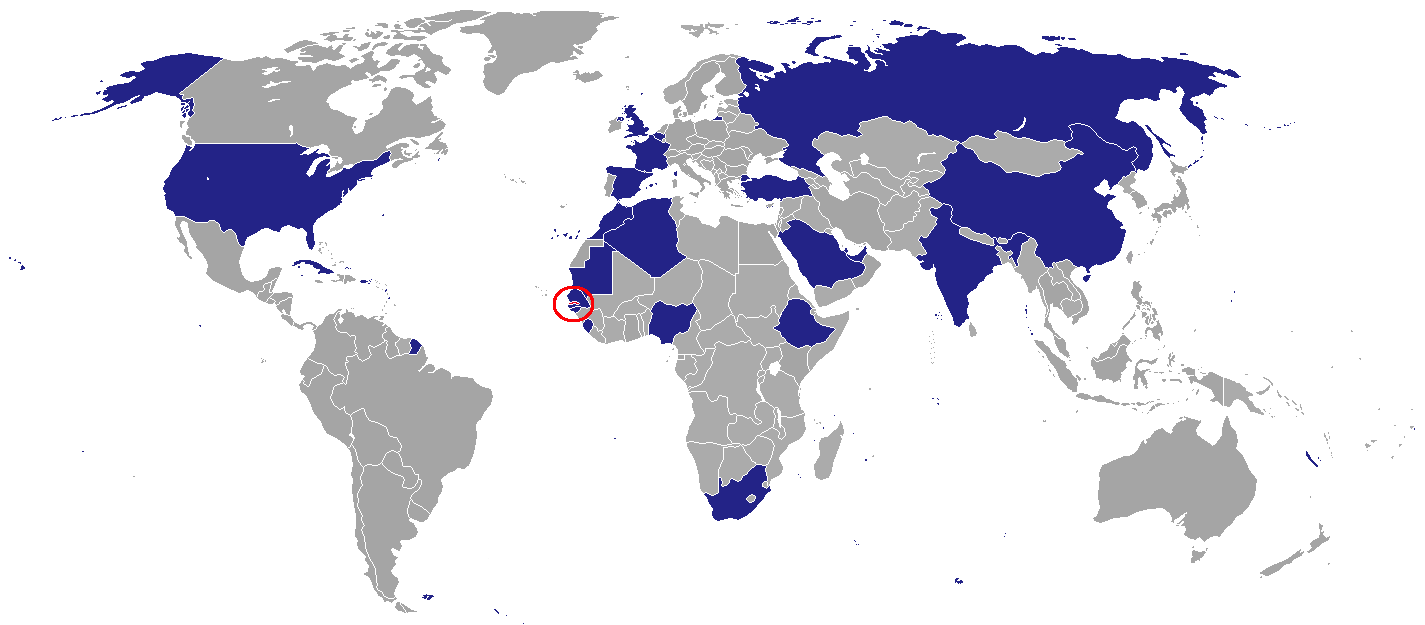
Missões diplomáticas da Gâmbia.

## Europa
- Bélgica
  - Bruxelas (Embaixada)
- França
  - Paris (Embaixada)
- Rússia
  - Moscou (Embaixada)
- Reino Unido
  - Londres (Alta comissão)

## América
- Cuba
  - Havana (Embaixada)
- Estados Unidos
  - Washington DC (Embaixada)
- Venezuela
  - Caracas (Embaixada)

## Ásia
- China
  - Pequim (Embaixada)

## Oriente Médio
- Irão
  - Teerã (Embaixada)
- Arábia Saudita
  - Riad (Embassy)
  - Jedda (Consulado-Geral)
- Emirados Árabes Unidos
  - Abu Dhabi (Embaixada)
- Catar
  - Doha (Embaixada)

## África
- Etiópia
  - Adis-Abeba (Embaixada)
- Gana
  - Acra (Alta comissão)
- Guiné-Bissau
  - Bissau (Embaixada)
- Mauritânia
  - Nouakchott (Embaixada)
- Marrocos
  - Rabat (Embaixada)
- Nigéria
  - Abuja (Alta comissão)
  - Lagos (Consulado-geral)
- Senegal
  - Dakar (Embaixada)
- Serra Leoa
  - Freetown (Alta comissão)

## Organizações multilaterais
- Adis-Abeba (Delegação ante a União Africana)
- Bruxelas (Delegação ante a União Europeia)
- Nova Iorque (Delegação ante as Nações Unidas)
- Viena (Delegação ante a UNIDO, CTBTO e Nações Unidas)
- Abuja (Delegação ante a ECOWAS)